# Burghfield Common
Burghfield Common – osada w Anglii, w Berkshire, w dystrykcie (unitary authority) West Berkshire. Leży 4,7 km od Theale, 8,5 km od miasta Reading i 68,8 km od Londynu. W 2001 miejscowość liczyła 5617 mieszkańców.